# Культура Словаччини

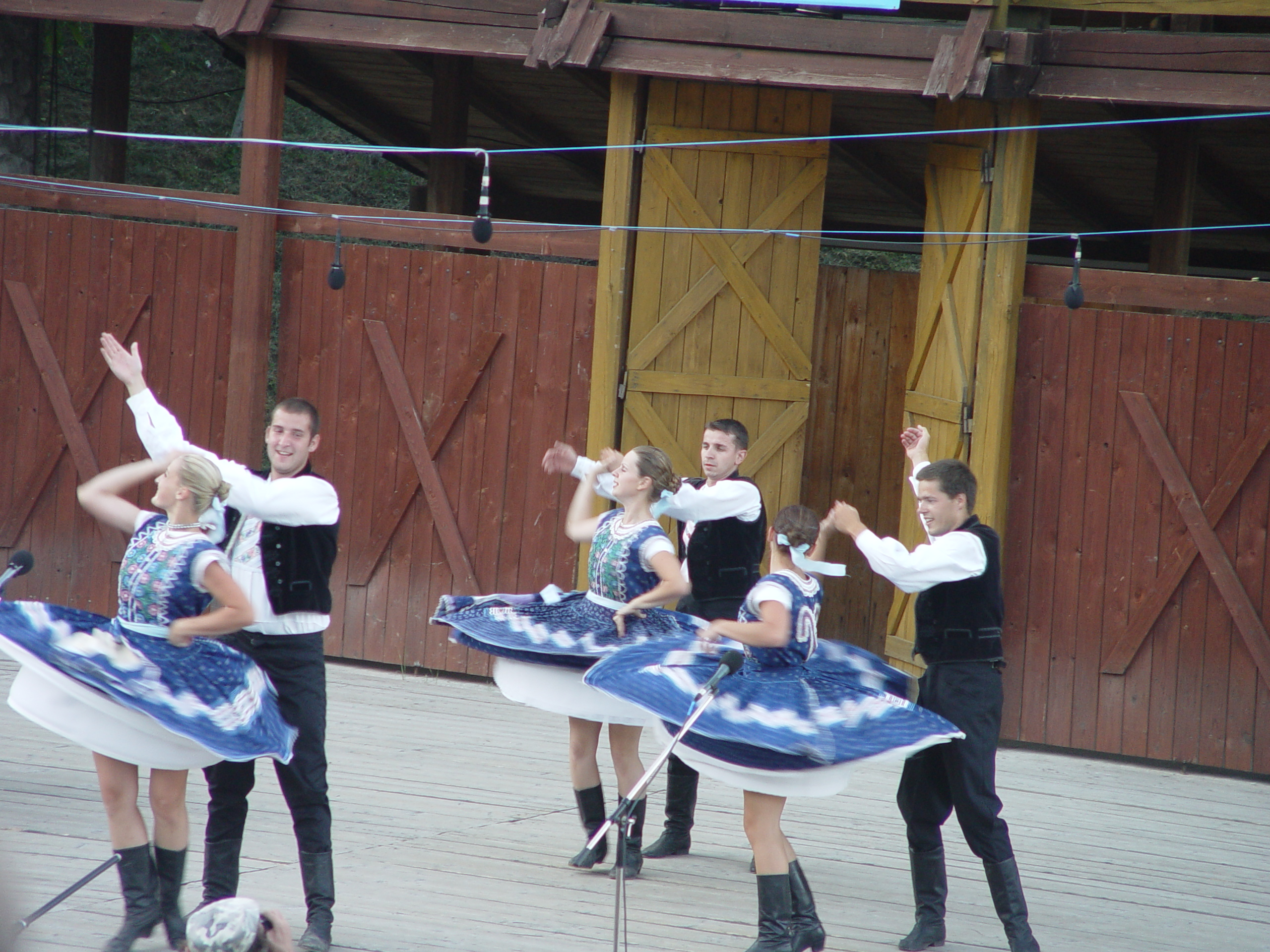
Словацький народний танець

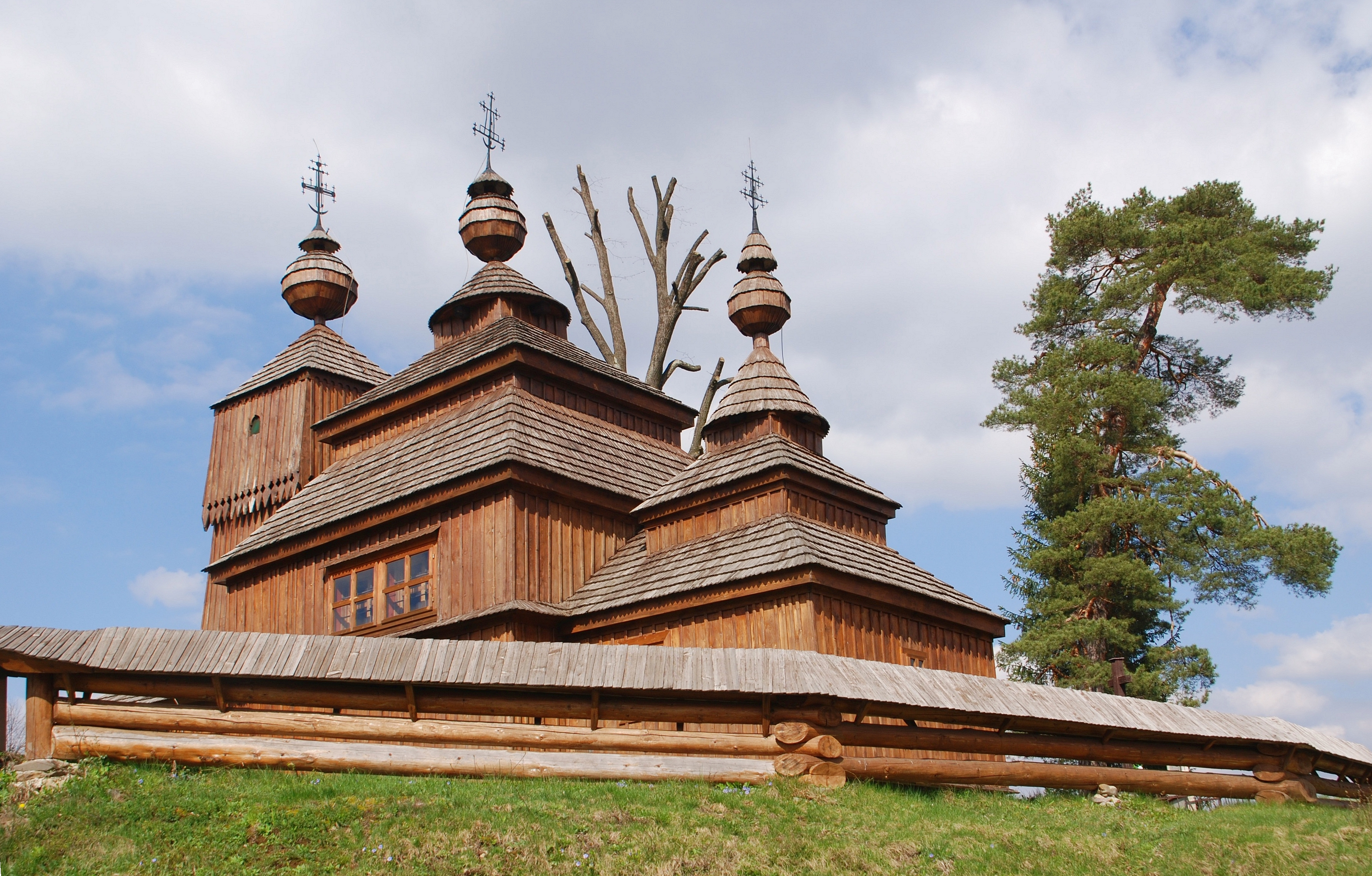
Дерев'яна церква в Бодруджалі є прикладом русинської народної архітектури та пам'яткою Світової спадщини ЮНЕСКО

Культура Словаччини має різні народні традиції під впливом свого розташування в Центральній Європі. Вона поділяє подібні риси з австрійською,  німецькою,  польською,  угорською і  українською культурами.